# 서울대학교 상록문화재단
서울대학교 상록문화재단은 2009년 12월 10일 설립허가된 대한민국 농림축산식품부 소관의 재단법인이다. 사무실은 서울특별시 관악구 관악로 1, 서울대학교 농업생명과학대학 75-1동 207호에 있다.

## 대표자
- 대표자 : 이현수

## 설립 목적
사회일반의 이익에 공여하기 위하여 공익법인의 설립·운영에 관한 법률의 규정에 따라 대한민국의 농업 발전과 전문 인력 양성을 위한 장학, 학술지원 및 발간 사업 수행을 목적으로 한다.

## 주요 사업
- 장학금 지급
- 학술지원사업
- 포상사업
- 세미나 및 학술단체 지원
- 발간사업
- 기타 법인의 목적을 달성하기 위한 사업